# Vestre Strandallé
Vestre Strandallé er en byvej i det nordlige Aarhus beliggende i bydelen Risskov. Vejen strækker sig fra Bellevuehallerne ved Nordre Strandvej i øst til Grenåvej og Vejlby Ringvej i vest. Ved letbanestationen Vestre Strandallé Station stiger terrænet, og Vestre Strandallé har på den efterfølgende strækning mod Grenåvej en samlet højdestigning på 77 m. Undervejs passeres Risskov Skoles markante bygning ved rundkørslen til Skolevangs Allé og Skovagervej.

## Kendte personer fra Vestre Strandallé
- Svend Åge Madsen - dansk romanforfatter.